# Староприлуцька сільська громада
Староприлуцька сільська об'єднана територіальна громада — колишня об'єднана територіальна громада в Україні, в Липовецькому районі Вінницької області. Адміністративний центр — село Стара Прилука.
Площа громади — 67,24 км², населення — 2857 мешканців (2018).
Утворена 11 травня 2017 року шляхом об'єднання Новоприлуцької та Староприлуцької сільських рад Липовецького району.
6 травня 2020 року Кабінет Міністрів України затвердив перспективний план формування територій громад Вінницької області, в якому Староприлуцька ОТГ відсутня, а Новоприлуцька та Староприлуцька сільські ради включені до Турбівської ОТГ.

## Населені пункти

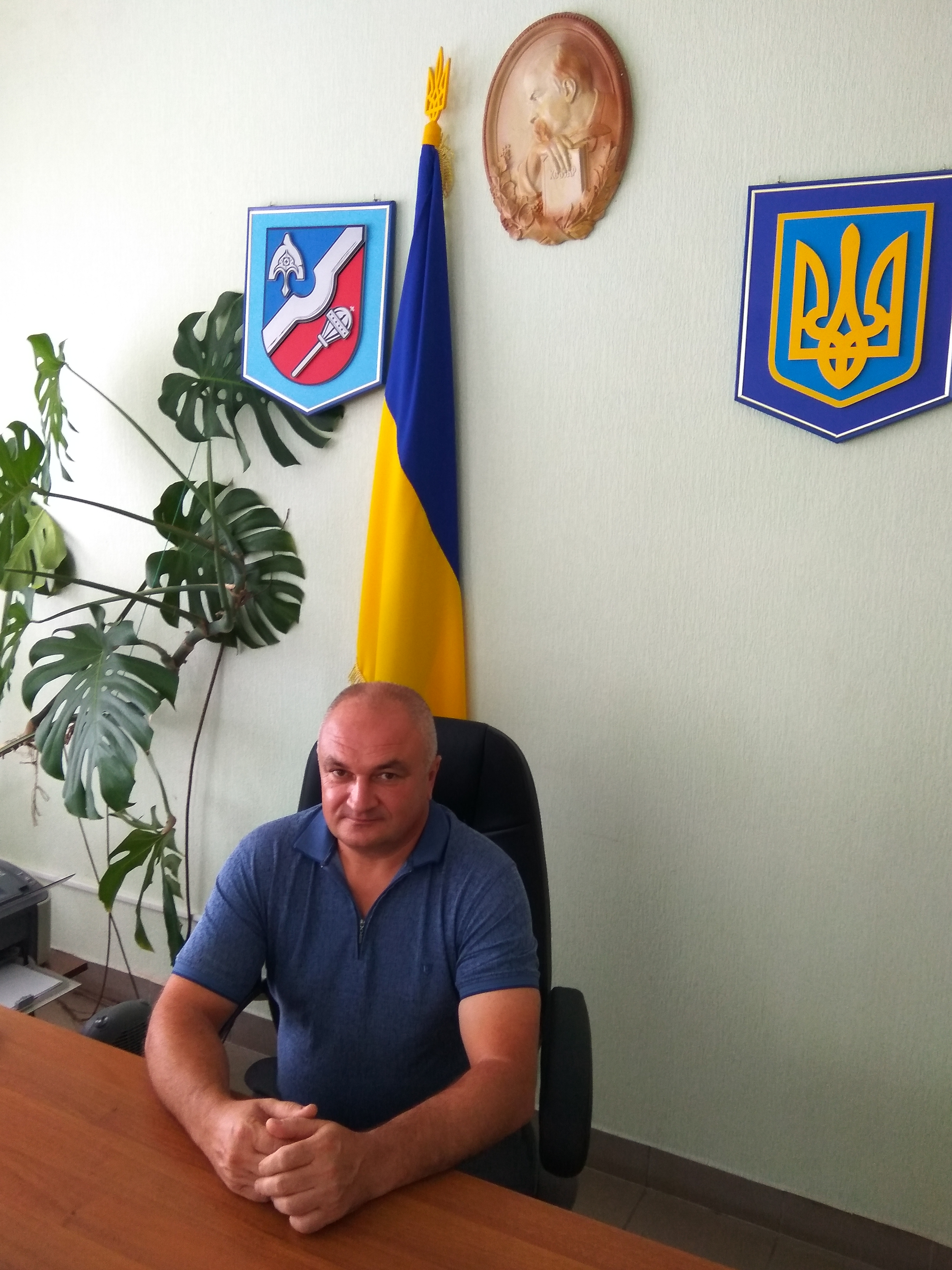
Любченко Віктор Іванович — голова Староприлуцької сільської ради та Староприлуцької об'єднаної територіальної громади

До складу громади входять села Нова Прилука і Стара Прилука.